# Evolvulus rariflorus
Evolvulus rariflorus är en vindeväxtart som först beskrevs av Carl Daniel Friedrich Meisner, och fick sitt nu gällande namn av V. Ooststr. Evolvulus rariflorus ingår i släktet Evolvulus och familjen vindeväxter. Inga underarter finns listade i Catalogue of Life.